# Sinibrama
Genre
Sinibrama est un genre de poissons téléostéens de la famille des Cyprinidae et de l'ordre des Cypriniformes. Sinibrama est un petit genre de cyprinidés qui se rencontre dans le sud de la Chine, à Taïwan, au Laos et au Vietnam. Ce sont des poissons argentés, au corps latéralement comprimés et effilés, avec de grands yeux et se terminant par la bouche. Ils ont tendance à croître au-delà des 20 cm de longueur standard. La taxonomie du groupe est souvent contestée, du fait que toutes les espèces sont de formes très similaires avec plus ou moins de chevauchement des données morphométriques.

## Liste des espèces
Selon FishBase (23 août 2015):
- Sinibrama affinis (Vaillant, 1892)
- Sinibrama longianalis Xie, Xie & Zhang, 2003
- Sinibrama macrops (Günther, 1868)
- Sinibrama melrosei (Nichols & Pope, 1927)
- Sinibrama taeniatus (Nichols, 1941)
- Sinibrama wui (Rendahl, 1933)